# NGC 5796
NGC 5796 é uma galáxia elíptica (E) localizada na direcção da constelação de Libra. Possui uma declinação de -16° 37' 25" e uma ascensão recta de 14 horas, 59 minutos e 24,0 segundos.
A galáxia NGC 5796 foi descoberta em 23 de Maio de 1884 por Ernst Wilhelm Leberecht Tempel.